# Домашняя вечеринка (фильм, 1990)
«Домашняя вечеринка» (англ. House Party) — американская музыкальная комедия 1990 года, режиссёрский дебют Реджинальда Хадлина. Главные роли в фильме исполнили участники хип-хоп-дуэта Kid ’n Play, участники группы Full Force, комики Робин Харрис и Мартин Лоуренс.
Фильм приобрёл культовый статус, породил несколько продолжений, а в 2023 году состоялся выход ремейка.

## Сюжет
Старшеклассник Плей пользуется тем моментом, что его родители уехали в отпуск и организовывает у себя дома вечеринку. На этой вечеринке в обязательном порядке должны будут присутствовать его друзья Кид и Билал. Билал будет диджеем, а Кид очень хочет прочитать там свой рэп. В школьной столовой Кид невольно переходит дорогу школьному хулигану Стэбу. Между мальчиками завязывается потасовка. Учеников разнимают, но директор сообщает Киду, что известит об инциденте его отца. Кид начинает переживать, что отец теперь не отпустит его на вечеринку. Так и происходит.
Вечером, когда отец Кида засыпает перед телевизором во время просмотра «Долемайта», Кид всё же сбегает на вечеринку. По дороге он натыкается на Стэба и его банду. Кид прячется на другой вечеринке, где люди в возрасте отмечают встречу выпускников. Там Кида находит банда Стэба и между ними снова завязывается потасовка. Всех разнимает полиция, которая, однако, никого не задерживает.
Кид наконец попадает на вечеринку Плея. Там Кид и Плей участвуют в танцевальном баттле с симпатичными девушками Сидни и Шарейн, а затем устраивают фристайл-поединок друг с другом. Вечеринку пытается разогнать ворчливый сосед. Попутно веселье пытается испортить Стэб со своей бандой. В какой-то момент вообще появляется отец Кида, чтобы выпороть его. В конце концов, Плей сам разгоняет свою вечеринку из-за того, что ему сломали унитаз.
Вместо того, чтобы помогать Плею с уборкой, Кид отправляется провожать Сидни и Шарейн. Он пытается приударить за обеими девушками сразу, хотя именно Сидни неравнодушна к нему. Несмотря на это Шарейн начинает флиртовать с Кидом. Отправив Шарейн домой, Сидни, тем не менее, приглашает Кида к себе. Неожиданно со встречи выпускников возвращаются её родители, поэтому Киду приходится спасаться бегством. На улице он попадает в руки банды Стэба, но неожиданно их всех задерживает полиция.
Из полицейского участка Кид звонит Плею и просит его спасти. Плей, Билал, Сидни и Шарейн отправляются в полицию, чтобы внести залог за Кида. Кид возвращается домой, где его с ремнём уже поджидает отец.

## В ролях
- Кристофер Рид — Кристофер «Кид» Робинсон-младший
- Робин Харрис — Кристофер «Поп» Робинсон-старший
- Кристофер Мартин — Питер «Плей» Мартин
- Мартин Лоуренс — Билал
- Пол Энтони Джордж — Стэб
- Люсьен Джордж-младший — Пи-Ви
- Брайан Джордж — Зилла
- Тиша Кэмпбелл — Сидни
- Э. Дж. Джонсон — Шарейн
- Джин Аллен — Грув
- Дэрил Митчелл — Чилл
- Лу Б. Вашингтон — Отис
- Келли Джо Минтер — ЛаДонна
- Джон Уизерспун — мистер Стрикленд
- Клифтон Пауэлл — брат Шарейн
- Джордж Клинтон — диджей
- Бэрри Даймонд — полицейский
- Майк Пневски — полицейский
- Норма Дональдсон — Милдред

## Производство
Реджинальд Хадлин ещё во время учёбы в Гарвардском университете снял короткометражный фильм «Домашняя вечеринка». За эту работу он получил приз в 1500 долларов на конкурсе независимого кино. Когда шла работа над полнометражным фильмом, New Line Cinema предложила главные роли хип-хоп-дуэту DJ Jazzy Jeff & the Fresh Prince (это Уилл Смит и DJ Jazzy Jeff), но те отказались. Через несколько лет Уилл Смит дебютирует в кино в другом фильме New Line Cinema «Плыви по течению» (1992). Главные же роли в «Домашней вечеринке» исполнил хип-хоп-дуэт Kid ’n Play, а хулиганов сыграли участники Full Force. «Домашняя вечеринка» стала последним появлением на экране комика Робина Харриса, который сыграл отца Кида. Харрис умер в 1990 году.

## Рецензии
Фильм был хорошо принят критиками и постепенно приобрёл культовый статус. На сайте Rotten Tomatoes рейтинг «свежести» фильма составляет 93 %. Консенсусное мнение критиков гласит: «„Домашняя вечеринка“ — это лёгкая, развлекательная подростковая комедия с заразительной энергией». На сайте Metacritic у фильма 76 баллов из 100.
Кинокритик Роджер Эберт похвалил фильм, поставив ему 3 звезды из 4. Критик оценил «свежий взгляд» на чернокожих подростков. Он отметил, что было приятно для разнообразия увидеть историю о молодых чернокожих, которая не вращается вокруг каких бы то ни было социальных проблем. В Los Angeles Times отметили, что фильм «обладает энергией и обаянием» в отличие от большинства других подобных комедий.

## Саундтрек
Саундтрек, содержащий хип-хоп- и R&B-композиции, был выпущен 9 марта 1990 года на лейбле Motown Records. Альбом достиг 104 места в альбомном чарте Billboard 200 и 20 в чарте лучших R&B/хип-хоп-альбомов.
| №   | Название                        | Исполнитель                                                               | Длительность |
| --- | ------------------------------- | ------------------------------------------------------------------------- | ------------ |
| 1.  | «Why You Get Funky on Me»       | Today                                                                     | 3:44         |
| 2.  | «What a Feeling»                | Artz & Kraftz                                                             | 6:41         |
| 3.  | «Jive Time Sucker»              | Force M.D.’s                                                              | 5:01         |
| 4.  | «House Party»                   | Lisa Lisa & Cult Jam, UTFO, Cheryl Pepsii Riley, Ex-Girlfriend and E-Crof | 6:16         |
| 5.  | «This Is Love»                  | Kenny Vaughan and The Art of Love                                         | 5:42         |
| 6.  | «Can’t Do Nuttin’ for Ya, Man!» | Flavor Flav                                                               | 2:53         |
| 7.  | «Fun House»                     | Kid ’n Play                                                               | 4:28         |
| 8.  | «To da Break of Dawn»           | LL Cool J and Marley Marl                                                 | 4:32         |
| 9.  | «Kid Vs. Play (The Battle)»     | Kid ’n Play                                                               | 4:26         |
| 10. | «I Ain’t Going Out Like That»   | Zan                                                                       | 3:46         |
| 11. | «Surely»                        | Artz & Kraftz                                                             | 5:20         |
| 12. | «Ain’t My Type of Hype»         | Full Force                                                                | 3:43         |
| 13. | «Always and Forever»            | Heatwave                                                                  | 4:48         |

Композиции 10 и 11 были добавлены на CD-версии альбома, а 12 и 13 на переиздании 2015 года.

## Продолжения
Поскольку фильм был успешным, у него вышло несколько продолжений: «Домашняя вечеринка 2» (1991) и «Домашняя вечеринка 3» (1994). Фильм «Домашняя вечеринка 4» вышел в 2001 году сразу на видео. В этом фильме уже не было никого из основного актёрского состава первых трёх фильмов, а главные роли исполнили участники группы Immature (IMx). Они появлялись в третьем фильме в роли кузенов Кида, но в четвёртом фильме они играют уже других персонажей. Фильм «Прощальная вечеринка» вышел в 2013 году. В этом фильме было небольшое появление Кида и Плея. В 2018 году стало известно, что баскетболист Леброн Джеймс собирается продюсировать новый фильм, который станет перезапуском серии. Выход фильма состоялся в январе 2023 года.